# マッツ・ウィーファー
マッツ・ウィーファー（Mats Wieffer、1999年11月16日 - ）は、オランダ・ボルネ出身のサッカー選手。ブライトン・アンド・ホーヴ・アルビオンFC所属。オランダ代表。ポジションはMF。

## クラブ経歴
2010年に地元のアマチュアクラブからFCトゥウェンテの下部組織へと移り、2018年10月30日、KNVBカップのVvノールトワイク戦でトップチームデビュー。2018-19シーズンはトップチームで公式戦2試合に出場したが、翌シーズンは出場機会が皆無だった。
2019年6月30日、エールステ・ディヴィジに所属していたSBVエクセルシオールへと移籍し、3年契約を結んだ。2シーズン在籍したこのクラブでは公式戦通算77試合に出場し、6得点15アシストを記録。2シーズン目の2021-22シーズンにはクラブのエールディヴィジ昇格に貢献した。
2022年6月23日、4年契約でフェイエノールトへ移籍することが発表された。加入後すぐにポジションを確保すると、2023年の1月と2月にはクラブの月間MVPに選出される活躍を見せた。
2024年6月5日、ブライトン・アンド・ホーヴ・アルビオンFCが獲得したとクラブ公式サイトで発表。

## 代表経歴
2023年3月17日、フェイエノールトでの活躍に目を付けたロナルド・クーマン監督によってオランダ代表に初めて召集された。3月27日、UEFA EURO 2024予選のジブラルタル代表戦にて先発出場の機会を貰い、63分までプレーしてオランダ代表デビューを飾った。

## タイトル

### クラブ
SBVエクセルシオール
- エールステ・ディヴィジ : 1回 (2021-22)